# Ivan Tesař
Ivan Tesař (* 17. května 1972) je český analytik, v letech 2011 až 2017 člen Rady Českého rozhlasu a v letech 2015 až 2016 její místopředseda a tiskový mluvčí, od listopadu 2023 člen a od června 2024 místopředseda Rady České televize.

## Život
V letech 1986 až 1990 vystudoval Obchodní akademii Heroldovy sady v Praze. Později si v letech 2004 až 2008 doplnil při zaměstnání vysokoškolské studium, a sice na Filozofické fakultě Univerzity Hradec Králové (získal tak titul Bc.). Aktivně se domluví německy, anglicky a rusky.
Po škole vykonával různá povolání, mezi lety 1992 až 1994 působil v ekonomické redakci Lidových novin. Následující dva roky (1994-1996) pracoval v České tiskové agentuře (ČTA), kde byl nejdříve vedoucím ekonomického zpravodajství a později šéfredaktorem. Od roku 1997 se živí jako osoba samostatně výdělečně činná (OSVČ) v oborech mediální analytik, analytik průzkumů veřejného mínění a poradenství v oblasti marketingu. Tuto činnost přerušil jen v roce 2009, kdy se na krátký čas stal zaměstnancem ekonomické redakce České tiskové kanceláře (ČTK).
V červnu 2011 byl zvolen Poslaneckou sněmovnou PČR členem Rady Českého rozhlasu, získal 87 hlasů ze 171 možných. 25. listopadu 2015 byl zvolen místopředsedou rady, zároveň se stal jejím tiskovým mluvčím. V dubnu 2016 radu po rezignaci Petra Šafaříka dočasně vedl. Dne 27. dubna 2016 byl však z pozice místopředsedy rady odvolán pro ztrátu důvěry u většiny radních.
V březnu 2017 se rozhodl obhajovat post člena Rady Českého rozhlasu, jelikož v červnu 2017 mu skončilo funkční období. V prvním kole volby sice neuspěl, ale postoupil do kola druhého. V něm však nakonec zvolen nebyl.
Dne 29. listopadu 2023 jej Senát PČR zvolil ve druhém kole volby členem Rady České televize, získal 47 hlasů od 73 přítomných senátorů. V červnu 2024 se pak navíc stal místopředsedou rady.
Dlouhodobě také pomáhá vzniku různých projektů v oblasti kultury.                                                     V roce 2003 spolu s Michalem Jankovcem podpořil nahrání debutového alba romské skupiny Bengas "Dža" a společně s neziskovou organizací Člověk v tísni i charitativní koncert "Bengas na Iraque". Dlouhodobě podporuje malíře Miroslava “Šíšu" Šislera, vydavatelství Aula básníka Bohdana Chlíbce, kde pomohl vzniku knih jako byly například:  Prázdné židle od čínské básnířky a disidentky Sii Liou, Kora od tibetského básníka a aktivisty Tenzina Tsundueho, Vězněné co od současného francouzského básníka Juliena Ladagaillerieho a několika dalších. V říjnu 2024 mu brněnskě vydavatelství Větrné mlýny vydalo vzpomínkovou knihu povídek a poezie Na kusy, kterou doplňují černobílé fotografie Karla Cudlína. S ním se Tesař zná ze společného působení v 90.letech v redakcích Lidových novin a posléze ČTA.